# Le Compagnon secret
Le Compagnon secret (The Secret Sharer) est une nouvelle de Joseph Conrad publiée en 1910.

## Historique
Le Compagnon secret, épisode côtier paraît en 1910 dans le Harper's Magazine, puis en 1912 dans le recueil de nouvelles  Twixt Land and Sea (traduit en français par Entre terre et mer).
La source de cette nouvelle est donnée par Conrad : « Le nageur lui-même me fut suggéré par un jeune gaillard qui était lieutenant à bord du clipper Cutty Sark (dans les années soixante) et avait eu la malchance de tuer un marin sur le pont. Mais son capitaine avait eu l'élégance de le laisser gagner à la nage la côte de Java ».

## Résumé
À l'entrée du golfe de Siam, passé la barre du Ménam, un jeune capitaine octroie une nuit de repos à son équipage avant l'appareillage de retour. Pendant son quart, il accueille un homme qui s'est échappé à la nage du Séphora, un navire mouillé au loin...

## Éditions en anglais
- The Secret Sharer, dans le Harper's Magazine en août et septembre 1910, à New York.
- The Secret Sharer, dans le recueil de nouvelles Twixt Land and Sea, chez l'éditeur Dent à Londres, en octobre 1912.

## Traductions en français
- Le Compagnon secret, nouvelle traduite par G. Jean-Aubry révisée par Sylvère Monod, dans Conrad (dir. Sylvère Monod), Œuvres, t. III, Paris : Gallimard, coll. « Bibliothèque de la Pléiade », 1987.
- Le Compagnon secret, traduit par G. Jean-Aubry, Ginkgo éditeur [« Les Retrouvés »], 2021, 118 p. (ISBN 978-2-84679-485-5)